# Touchpad

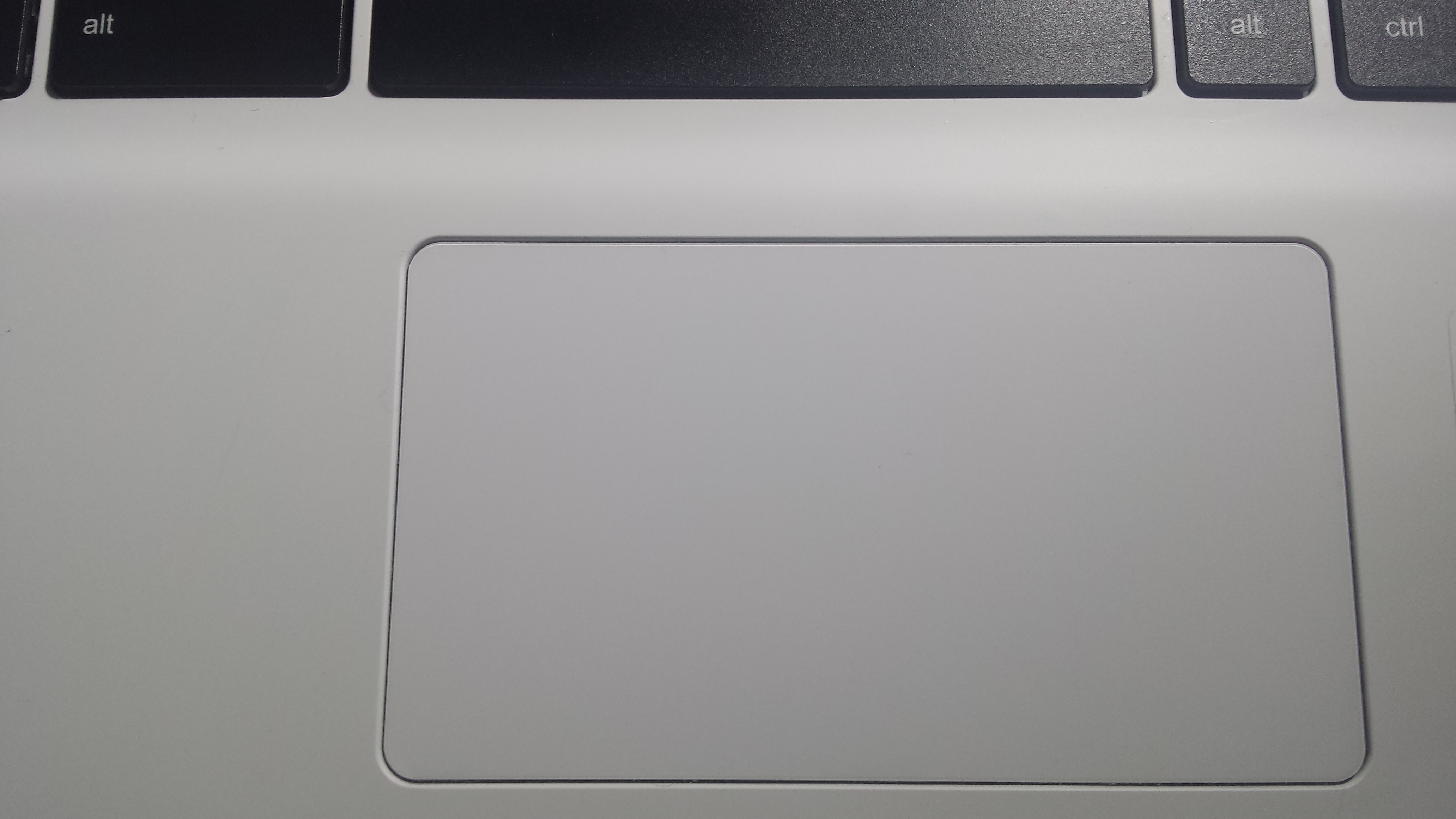
Touchpad w chromebooku firmy Acer

Panel dotykowy, płytka dotykowa, gładzik (ang. touchpad, trackpad) – urządzenie wskazujące zastępujące mysz komputerową, które można najczęściej spotkać w laptopach. Touchpad posiada czujniki dotykowe, które mogą przekładać ruch i pozycje palca użytkownika na pozycję w systemie operacyjnym, która jest wprowadzona na ekran. Zwykle jest on zintegrowany z dwoma przyciskami odpowiadającymi przyciskom myszy (z wyjątkiem nowszych, które można naciskać wszędzie, choć dla zachowania kompatybilności zachowują się tak, jakby miały dwa osobne przyciski na dole). Jego powierzchnia rzadko przekracza 50 cm². Ponieważ Touchpad może mieć różne rozmiary można spotkać go również w Palmtopach oraz w niektórych odtwarzaczach MP3.

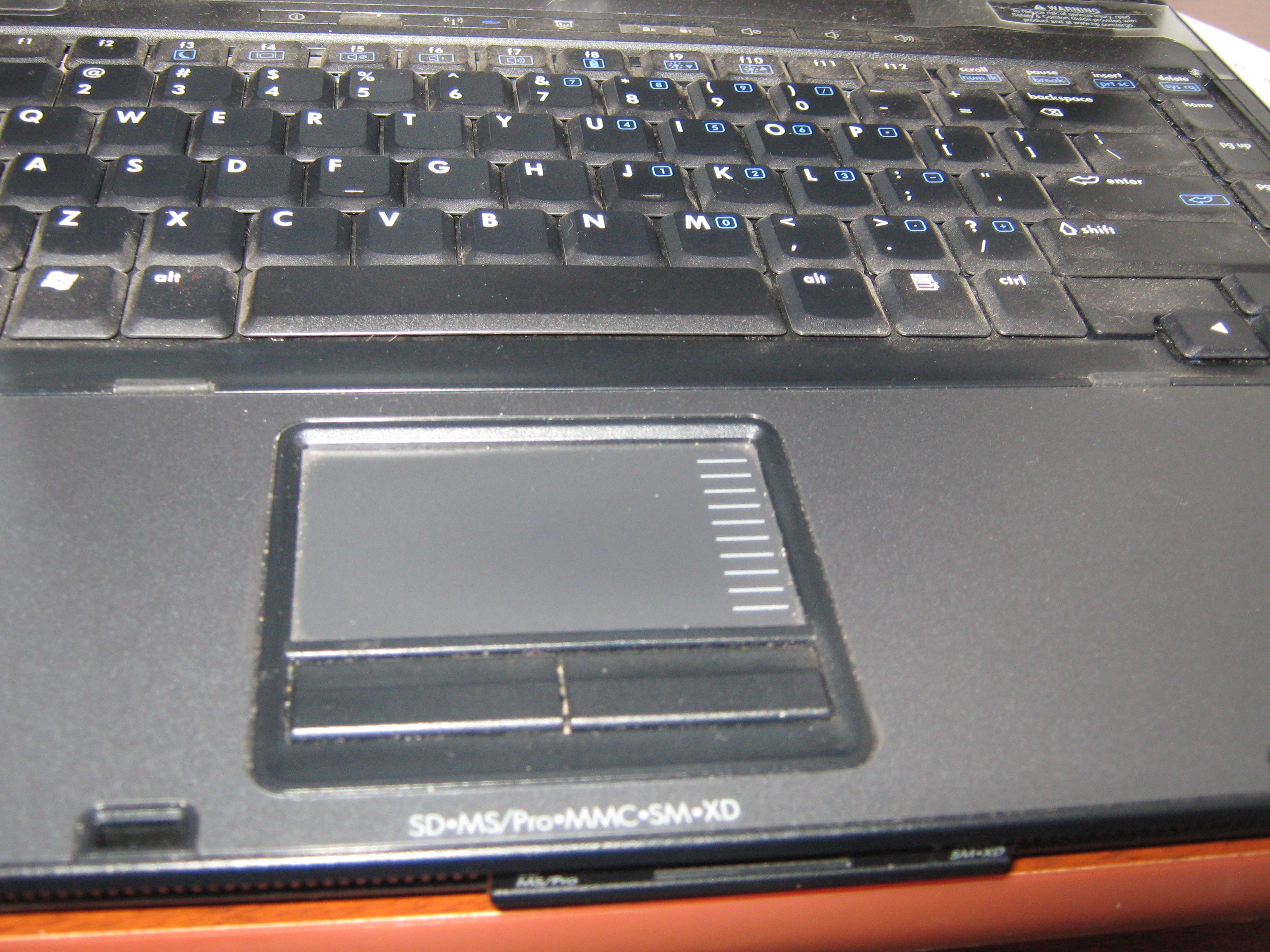
Touchpad z przyciskami w laptopie firmy Compaq

## Zasada działania
Najczęściej spotykaną metodą działania panelu dotykowego jest wyczuwanie pojemności elektrycznej palca (dlatego nie reaguje on na długopis, ani dłoń w rękawiczce z typowego nieprzewodliwego materiału). Czujniki pojemności umieszczone są w osiach (poziomych i pionowych). Zmianę położenia palca odczytuje się jako przesunięcie punktu o określonej pojemności elektrycznej.
Gładzik obrazuje płaszczyznę względnie, czyli nie ma bezwzględnego odniesienia między nim a ekranem. Zamiast tego względne przesunięcie palca w określonym kierunku powoduje odpowiedni ruch kursora po ekranie. Obok panelu (z reguły nad lub pod nim, choć czasami po bokach) znajdują się dwa przyciski, działające jak przyciski myszy. Nie jest to jednak jedyny sposób, w jaki można wywołać kliknięcie – podobnie zadziała pojedyncze uderzenie palcem w płytkę. Ponadto po zaznaczeniu określonego obiektu lub obiektów można wykonać ich przemieszczenie metodą „przeciągnij i upuść”.
Niektóre panele dotykowe mają tak zwane gorące miejsca: fragmenty, przez które można wydawać komendy inne niż wskazywanie – na przykład w niektórych modelach przesunięcie palcem wzdłuż prawej krawędzi panelu powoduje ruch suwaka paska przewijania wzdłuż okna, a na dolnej krawędzi panelu – wszerz aktywnego okna. Najczęściej decyduje o tym sterownik; niektóre z nich oferują zaawansowane możliwości konfiguracji gładzika – na przykład naciśnięcie prawego przycisku myszy przy stuknięciu dwoma palcami czy przewijanie przy przesuwaniu dwoma palcami po jego powierzchni. W laptopach firmy Apple wypuszczonych pod koniec 2008 roku wprowadzono płytki dotykowe bez widocznych przycisków – wówczas cała płytka była przyciskiem. Natomiast w netbookach firmy Lenovo (np. IdeaPad S10), ze względu na bardzo małą powierzchnię panelu dotykowego, można spotkać przyciski zintegrowane z powierzchnią dotykową, co zwiększa efektywną powierzchnię działania. Podobne rozwiązanie spotyka się również w komputerach Vaio.

## Zastosowanie

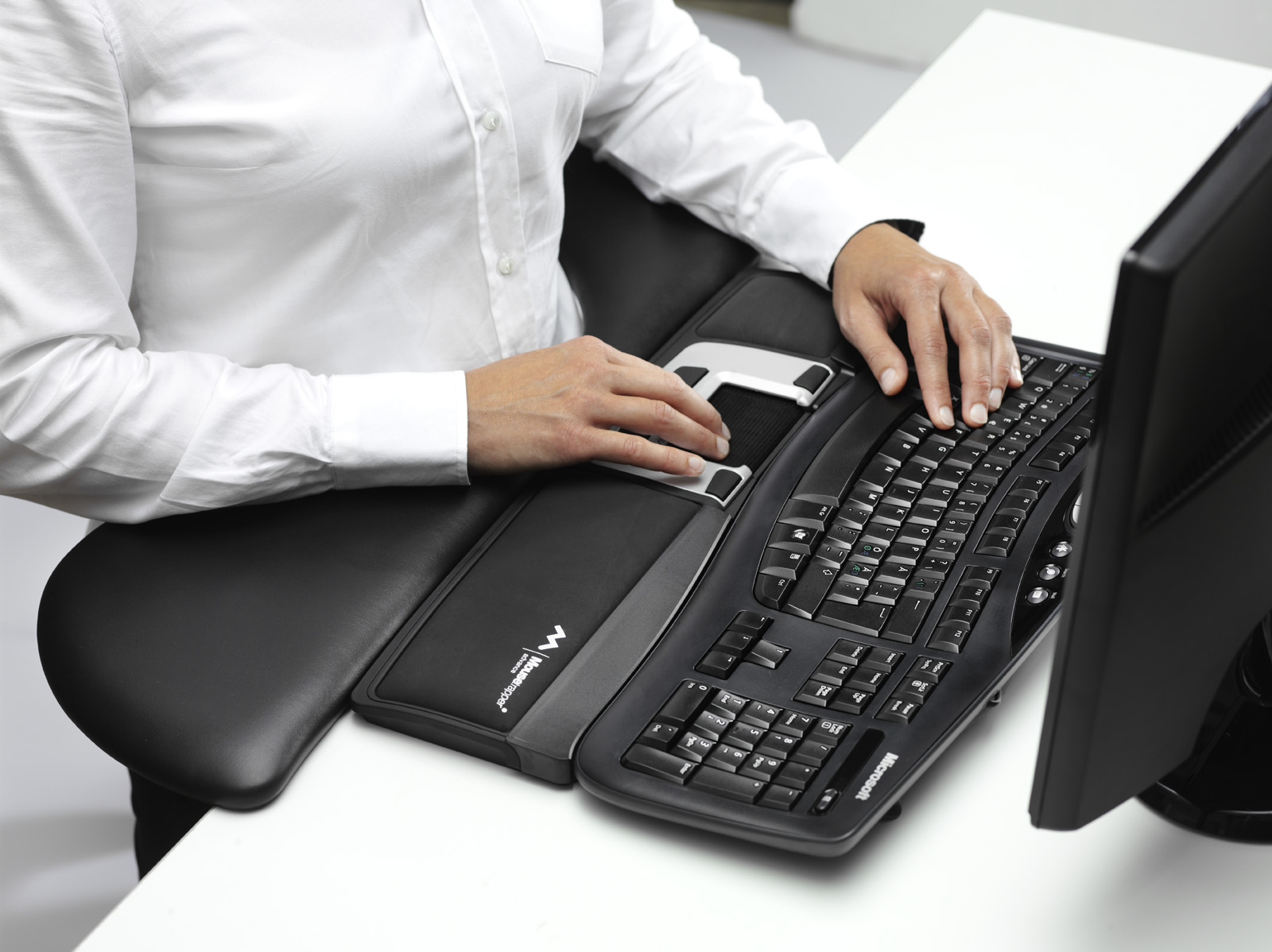
Klawiatura z podłączonym touchpadem

Gładziki spotyka się przede wszystkim w komputerach przenośnych, ponieważ standardowa mysz wymaga fragmentu płaskiej powierzchni w pobliżu komputera, co często jest nieosiągalne poza biurem czy domem. Kolejną ich zaletą jest to, że zawsze znajdują się blisko klawiatury, co przyspiesza korzystanie z nich (w porównaniu z koniecznością zdejmowania ręki z klawiatury i sięgania do myszy, a następnie powrotu). Bliskość klawiatury i panelu dotykowego może być równocześnie wadą, gdyż podczas pisania łatwo o przypadkowe uderzenie w gładzik, wskutek czego w niekontrolowany sposób następuje przemieszczenie kursora w pisanym tekście. Z tego powodu w panelach dotykowych zwykle montowane są wyłączniki lub używana jest detekcja naciśnięcia go dłonią (dużą powierzchnią), zapobiegająca przemieszczaniu kursora. Również dlatego bardzo często umieszcza się gładzik w odpowiednim miejscu obudowy klawiatury, aby podczas pisania znajdował się on między dłońmi, a nie pod nimi.
Małe gładziki można było również spotkać m.in. w iPod Classic firmy Apple oraz w odtwarzaczach MP3 Zen firmy Creative Labs. Touchpady w tych urządzeniach służyły do szybkiego przemieszczania się po menu. Istnieją również klawiatury, które posiadają w sobie wbudowany touchpad. 